# 주간고속도로 제90호선
주간고속도로 제90호선(영어: Interstate 90, I-90)은 미국 북서부 워싱턴주 시애틀(Seattle)부터 북동부 매사추세츠주 보스턴(Boston)을 잇는 총 연장 4987.47km의 고속도로로 미국 전 주간고속도로 중 가장 길이가 길다. 90호선은 태평양과 대서양을 잇는 동서축 고속도로 중 최북단에 위치하나 몬태나주에서 동쪽으로 갈라지는 지선격인 94호선이 더 위쪽에 놓여져 있다.
위스콘신주와 일리노이주 경계부터 동쪽으로 매사추세츠주까지 90호선의 대부분이 유료도로이며 인디애나주부터 오하이오주까지는 80호선과 노선을 공유한다.